# 世界七大源自葡萄牙的奇蹟
世界七大源自葡萄牙的奇蹟（葡萄牙語：Sete maravilhas de origem portuguesa no mundo），是葡萄牙的票選活動，繼2007年選出葡萄牙七大奇蹟後，再進一步選出葡萄牙帝國在海外遺留的優秀古蹟名單。活動由葡萄牙文化部和葡萄牙文化遺產協會(IPPAR)支持，選出7大奇蹟和其餘20座入圍古蹟名單，在2010年葡萄牙日慶祝活動時揭曉。

## 七大奇蹟
| 圖片 | 名稱                 | 位置               | 年代        |
| ---- | -------------------- | ------------------ | ----------- |
|      | 大三巴牌坊           | 澳門               | 1602-1640年 |
|      | 第烏堡               | 印度第烏           | 1534-1546年 |
|      | 方濟各會的教堂和會院 | 巴西薩爾瓦多       | 1686-1755年 |
|      | 馬扎岡堡             | 摩洛哥杰迪代       | 1541-1542年 |
|      | 慈悲耶稣大殿         | 印度果阿舊城       | 1594-1605年 |
|      | 聖方濟各堂           | 巴西欧鲁普雷图     | 1766-1794年 |
|      | 維德角舊城           | 聖地亞哥大里貝拉縣 | 1460-1593年 |

## 其他入圍古蹟
- 馬六甲古城及法摩沙堡（ 马来西亚馬六甲）
- 圣加大肋纳主教座堂（ 印度果阿舊城）
- 巴賽因堡（英语：Fort Bassein）（ 印度瓦賽）
- 聖母無染原罪堡（英语：Fort of Our Lady of the Conception）（ 伊朗霍爾木茲島）
- 巴林堡（ 巴林麥納麥）
- 阿爾米拉尼堡（英语：Fort Al-Mirani）（ 阿曼马斯喀特）
- 新戈爾戈拉遺址（法语：Ruines de Gorgora Nova）（ 衣索比亞戈爾戈拉）
- 耶穌堡（ 蒙巴萨）
- 基爾瓦堡（ 坦桑尼亚基尔瓦基斯瓦尼）
- 莫桑比克岛（ 莫桑比克）
- 加爾默羅聖母堂（英语：Nossa Senhora do Carmo）（ 安哥拉羅安達）
- 埃爾米納城堡（ ）
- 薩非姆堡（ 摩洛哥薩非）
- 圣安多尼修院及教堂（ 巴西累西腓）
- 孔戈尼亚斯的仁慈耶稣圣殿（ 巴西孔戈尼亚斯）
- 聖本篤修道院（英语：São Bento Monastery）（ 巴西里約熱內盧）
- 奥林达圣本笃修院（ 巴西奧林達）
- 貝拉親王堡（英语：Forte Príncipe da Beira）（ 巴西科斯塔馬克斯）
- 科洛尼亞·德爾·沙加緬度（ 乌拉圭）